# سولویچگودسک
شهر سولویچگودسک (به روسی: Сольвычегодск) در کشور روسیه و در اوبلاست آرخانگلسک واقع شده‌است.